# Spodnje Prebukovje
Spodnje Prebukovje – wieś w Słowenii, w gminie Slovenska Bistrica. W 2018 roku liczyła 137 mieszkańców.